# Цюцюра Василь Ігорович
Василь Ігорович Цюцюра (нар. 26 лютого 1994) — український футболіст, нападник франківського «Прикарпаття».

## Клубна кар'єра
Футболом розпочав займатися в Івано-Франківську з 11-річного. Перший тренер — Петро Русак. У ДЮФЛУ виступав за «Спартак» (Івано-Франківськ). У 2011 році дебютував у дорослому футболі в складі Прикарпаття-2 (Івано-Франківськ), яке виступало в обласному чемпіонаті. У 2012 році після завершення навчання в ДЮСШ прийняв запрошення стрийської «Скали». Дебютував у футболці стрийського колективу 12 квітня 2012 року в програному (0:1) домашньому поєдинку 18-о туру групи А другої ліги проти черкаського «Славутича». Цюцюра вийшов на поле на 69-й хвилині, замінивши Василя Коропецького. Дебютним голом у футболці «Скали» відзначився 1 вересня 2012 року на 7-й хвилині переможного (1:0) виїзного поєдинку 8-о туру групи А другої ліги проти київської «Оболоні-2». Василь вийшов на поле в стартовому складі, а на 70-й хвилині його замінив Микита Зайченко. За підсумками літньо-осінньої частини сезону 2013/14 років потрапив до символічної збірної з 33-х найкращих футболістів (під номером 3 на позиції нападника) за версією інтернет-видання football.ua. На початку грудня 2014 року відправився на перегляд до одного з клубів іранської Про-ліги, але вже незабаром повернувся до Стрия. За підсумками сезону 2014/15 років потрапив до символічної «молодіжної» збірної Другої ліги (під номером один, позиція нападник) за версією інтернет-видання football.ua. 31 липня 2015 року на правах піврічної оренди приєднався до складу кам'янської «Сталі», але за першу команду сталеварів зіграв лише 1 поєдинок у кубку України. Більшу ж частину ігрового часу провів у молодіжці кам'янського клубу, в складі якої в 11 матчах відзначився 5-а голами. По завершенні оренди повернувся до «Скали». Проте через фінансові проблеми клубу разом з іншими партнерами по  команді отримав статус вільного агента й залишив розташування стрийського колективу. У футболці «Скали»  чемпіонатах України зіграв 99 матчів та відзначився 31-м голом, ще 5 матчів (1 гол) провів у кубку України.
В лютому 2017 року приєднався до першолігового охтирського «Нафтовика-Укрнафти». Дебютував у складі охтирського клубу дебютував 14 квітня 2017 року в програному (1:2) виїзному поєдинку 25-о туру першої ліги проти київського «Оболоні-Бровар». Цюцюра вийшов на поле на 90-й хвилині, замінивши Євгена Лозового. Дебютним голом у футболці «нафтовиків» відзначився 22 липня 2017 року на 48-й хвилині переможного (2:0) виїзного поєдинку 2-о туру першої ліги проти кременчуцького «Кременя». Цюцюра вийшов на поле в стартовому складі, а на 85-й хвилині був замінений на Юрія Сачка.

## Стиль гри
|  | Василь Цюцюра може грати як на позиції центрального нападника, так і фланговим атакувальним півзахисником, адже володіє високою швидкістю. Багато забиває. Також гравець відзначається високою працездатністю і витривалістю. Може зіграти з ліва в півзахисті, а при необхідності зміщуватися в напад. |